# سيد دبليو. ريتشاردسون
سيد دبليو. ريتشاردسون (بالإنجليزية: Sid W. Richardson)‏ هو شخصية أعمال أمريكي، ولد في 25 مايو 1891 في أثينا في الولايات المتحدة، وتوفي في 30 سبتمبر 1959 في San José Island (Texas) ‏ في الولايات المتحدة.

## وصلات خارجية
- سيد دبليو. ريتشاردسون على موقع إن إن دي بي (الإنجليزية)